# バス彗星
バス彗星（英語: 87P/Bus）は、公転周期6.38年の短周期彗星。ティスラン・パラメータが3より大きい点でエンケ彗星と同様であるためETC(Encke-type Comet)に分類される。1981年にシェルテ・バスがサイディング・スプリング天文台の口径1.2mUKシュミット式望遠鏡で撮影された写真上から発見した。この発見は1981年3月4日のIAUC 3578で報告された。
2022年現在、1981年以来全ての回帰で観測されている。近年では2020年に回帰した。